# هجوم حلب (يونيو–يوليو 2016)
يشير هجوم حلب (يونيو–يوليو 2016) إلى عملية عسكرية أطلقت على الضواحي الشمالية لحلب في أواخر يونيو 2016، من قبل الجيش السوري. كان الهدف من الهجوم هو قطع خط إمداد المتمردين الأخير في مدينة حلب.

## الهجوم

### تقدم الجيش الشمالي والاستيلاء على مزارع الملاح

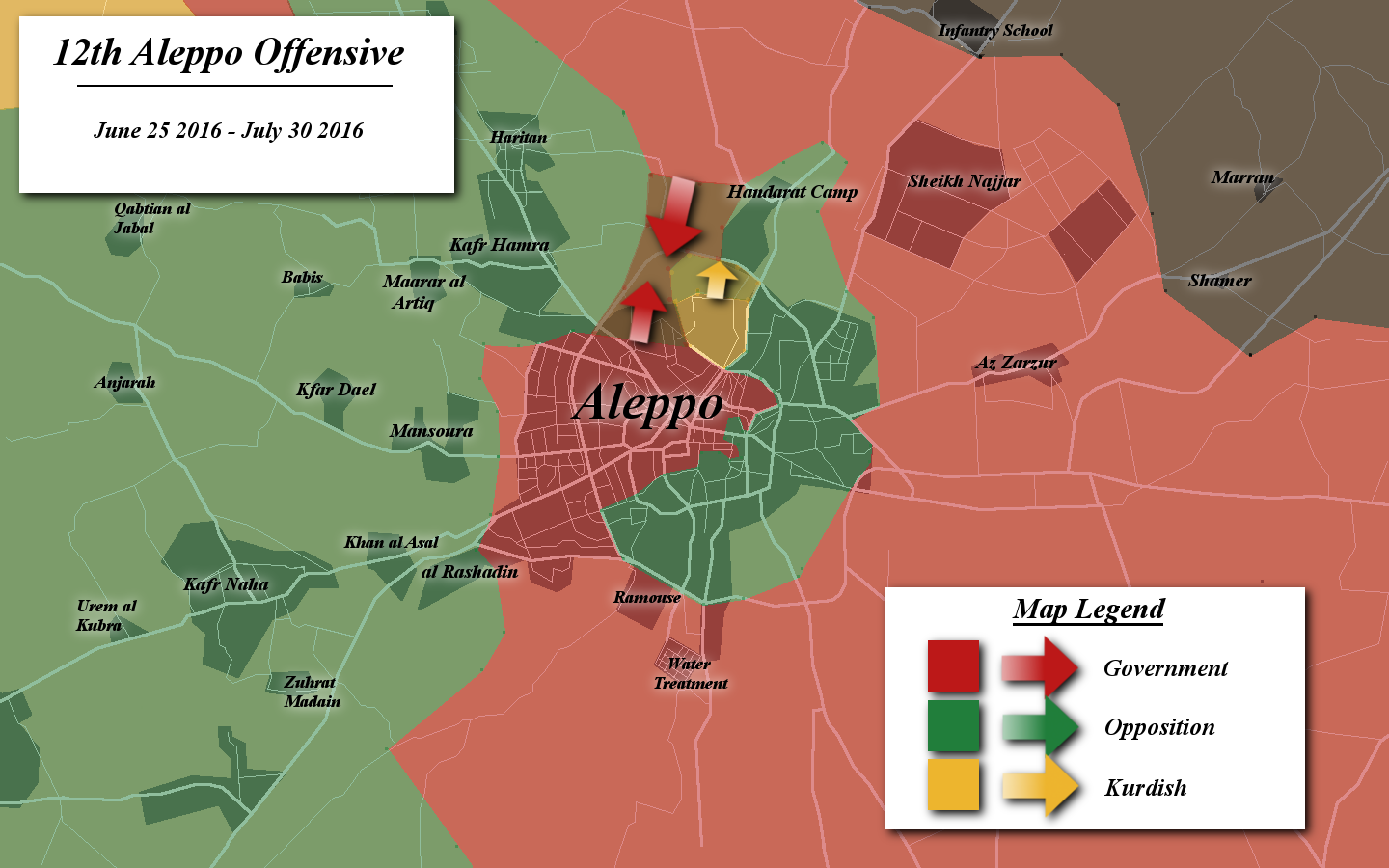
خريطة الهجوم

سبق الهجوم الذي وقع في 25 يونيو الضربات الجوية الروسية الكثيفة. كما شارك قصف أرضي ثقيل قبل إطلاق الهجوم البري. وقالت صحيفة الوطن المؤيدة للحكومة إن كمية القوة النارية المستخدمة "لم يسبق لها مثيل"، حيث وصفت المصادر المحلية القتال في المنطقة بأنه "الحرب العالمية الثالثة". وعموما، تم استخدام قذائف هاون ثقيلة وقاذفات صواريخ وضربات جوية ونيران دبابات. حاول الجيش التقدم في الجزء الشمالي الغربي من المدينة، وكذلك في مزارع الملاح إلى الشمال، بالقرب من طريق كاستيلو، آخر طريق إمداد للمتمردين إلى حلب. في البداية، تمكن الجيش من الاستيلاء على عدة مواقع في منطقتي شمال غرب الزهراء والخالدية في حلب. وبحلول صباح اليوم التالي، على مدى 5 ساعات، أجرت القوات الجوية الروسية أكثر من 60 غارة جوية ضد مواقع المتمردين.
في 26 يونيو، أحرز الجيش تقدما في مزارع الملاح، وبحلول 28 يونيو، استولوا على نصف الأراضي الزراعية، بما فيها مناطق الأسامات وعرب سلوم. جلبت الإنجازات طريق كاستيلو في نطاق إطلاق النار من المدفعية العسكرية. وبالتزامن مع تقدم الحكومة، واصلت القوات الجوية الروسية إجراء غارات جوية كثيفة، مع 30 ضربة فقط صباح يوم 27 يونيو، فوق جبال حندرات وسهول عندان. ومع ذلك، على الرغم من أوجه التقدم، لم يتمكن الجيش من التقدم بحلول الليل إلى المزارع الغربية والجنوبية في الملاح، على الرغم من المحاولات المتكررة خلال اليوم السابق. في 28 يونيو، تقدم الجيش في الخالدية نحو المنطقة الصناعية من الليرمون وبني زيد.
في 29 يونيو، صد هجوم مضاد أولي للمتمردين في الملاح. ومع ذلك، في وقت لاحق من اليوم، استخدم المتمردون اثنين من مفجري السيارات المفخخة، مما أجبر الجيش على الانسحاب من جميع المناطق التي استولوا عليها في الملاح. تم الإبلاغ في بادئ الأمر عن تراجع القوات الحكومية لإعادة تجميع صفوفها لهجوم جديد. ومع ذلك، فقد قيل في وقت لاحق أنه كان تراجعا تكتيكيا لاستدراج قوات المتمردين في فخ وإلحاق أقصى عدد من الضحايا. بعد ذلك، في 30 يونيو، تمكنت القوات الحكومية من استعادة جميع المواقع التي خسرتها في اليوم السابق.
بين 2 و3 يوليو، تقدم الجيش في المزارع الجنوبية للملاح، ليأتي ضمن كيلومترين من قطع طريق كاستيلو. وفي 3 يوليو، أفادت التقارير أن صاروخا روسيا كروز دمر قاعدة تخزين صواريخ تاو تابعة للمتمردين في غرب حلب. في نفس اليوم، استولى الجيش على مصنع شبيب والعديد من الكتل القريبة في منطقة الليرمون في حلب. وفي اليوم التالي، تم صد هجوم مضاد للمتمردين، شمل مفجر انتحاري. وفي الوقت نفسه، استولى الجيش على المزيد من المواقع في الجزء الجنوبي من الملاح، ليضع 65-75 في المائة من مساحة المزارع تحت سيطرته. كما تم صد هجوم مضاد جديد للمتمردين في الملاح.
بعد منتصف ليلة 7 يوليو/تموز، وسط غارات جوية كثيفة، استولت القوات الموالية للحكومة على الجزء الجنوبي من منطقة الملاح وأصحبت على مسافة كيلومتر واحد من طريق كاستيلو. استولت القوّات على مجموعة مساجد وعلى تلّة تطل على طريق الكاستيلو، وبالتالي أخضعت الطريق للسيطرة بواسطة نيران المدفعية. أدّى ذلك إلى قطع طريق الإمداد الوحيد إلى الجزء الذي يسيطر عليه المتمرّدون في حلب. أرسل المتمردون تعزيزات في محاولة لاستعادة المنطقة؛ ومع ذلك تم صد هجوم على التل.
في 8 يوليو، شنت وحدات حماية الشعب الكردية هجومًا منفردًا انطلاقًا من الجزء الشمالي الذي يسيطر عليه الأكراد في مدينة حلب ضد مجمّع الإسكان الشبابي الذي يسيطر عليه المتمردون، والذي يقع بجوار طريق كاستيلو. وفي الوقت نفسه، حقق الجيش مزيدًا من التقدم في منطقة الملّاح، وأصبحَ على بُعد عد 250 مترًا من طريق كاستيلو. وفي أماكن أخرى من مدينة حلب، أدّى قصف المتمردين للمناطق التي تسيطر عليها الحكومة إلى مقتل ما بين 23 و 34 مدنياً وجرح 140-200.

### صدّ هجمات المتمردين المُضادّة، وتقدم الجيش في الجنوب
في 9 يوليو، شنّ المتمردون هجومًا مضادًا على مواقع القوّات الحكومية بالقرب من طريق كاستيلو، بقيادة انتحاريّين اثنين في سيارات مفخخة. في البداية، استعاد المتمردون بعض المناطق القريبة من طريق كاستيلو، لكنهم فقدوها لاحقًا، حيث تمكن الجيش من صد الهجوم. وقد واجهَ المتمردون خلال الهجوم الألغام التي وضعها الجيش. في هذه الأثناء، تقدم الجيش في حيّي الليرمون والخالدية. وفي وقت لاحق من تلك الليلة، شنّت القوات الجوية الروسية غارات مكثّفة على قوات المتمردين على طول الطريق الواصل إلى مزارع الملاح، حيث كان المتمردون يعيدون تجميع صفوفهم في محاولة ثانية منهم لإعادة فتح طريق كاستيلو. كما شنّوا هجومًا آخرًا بسيارة مفخخة. في اليوم التالي، تمكن الجيش من إيقاف هجوم المتمردين المضاد على الملّاح. بلغ العدد الإجمالي للقتلى ما بين 29 و 75 متمرداً في الهجوم المضاد الفاشل، بما في ذلك سبعة قادة.
في وقت مبكر يوم 10 يوليو، وردَ أن القوات الحكومية تقدمت في حي بني زيد. وقد زعمَت الجماعات المسلّحة أنّهم قتلوا الحاج سمير علي عواضة، أحد أبرز قادة حزب الله في سوريا، خلال الاشتباكات في ريف حلب الشمالي. أنكر حزب الله ذلك، مؤكداً أنه توفّيَ في مستشفى لبناني بسبب المرض.
بعد المحاولة الفاشلة لإعادة فتح طريق كاستيلو، كانت هناك تقارير عن أزمة بين جيش الفتح وفتح حلب بسبب الخلافات حول حلب. أفيد بأن جيش الفتح كان يريد وقف القتال في الملاح تماماً، وكان يحاول تنظيم غرفة عمليات فتح حلب، ولكن القليل، إن وجد أحدهم داخل حلب يريد قبول أوامر من قادة إدلب، وبالتالي كان جيش الفتح يفقد الصبر حيث كان قادة حلب يفضلون فقدان الرجال والذخيرة والمواد لما رأوه معركة خاسرة. أراد جيش الفتح أن يبدأ هجومًا جنوب حلب بدلاً من الملاح باستراتيجية جادة، لكن فتح حلب لم توافق على ذلك.
في 11 يوليو، حاول المتمردون تخفيف الضغط على جبهة الملاح بمهاجمة مركز مدينة حلب. وبدأ الهجوم بتفجير قنبلة نفق أدت إلى مقتل 19 جنديا. وبعد الانفجار الذي وقع في النفق، ظهرت مجموعة من 7 من المقاتلين المتمردين وراء خطوط الجيش من نفق آخر في مهمة انتحارية لإلحاق أقصى قدر من الخسائر في الأرواح. وفي البداية، تمكن المتمردون من الاستيلاء على 10 مبان قبل طردهم وصد الهجوم في نهاية المطاف. في غضون ذلك، أحرزت القوات الحكومية مزيداً من التقدم نحو دوار الليرمون، حيث استولت على مصنع غاز سادكوب. وأفيد أيضا بأن رجال المليشيات الفلسطينية الموالية للحكومة استولوا على عدة مناطق في مخيم حندرات.
في 12 يوليو، شن المتمردون هجوما تمويهيا على جبهة البريج، في شمال شرق حلب، ثم نفذوا هجومهم الرئيسي على الملاح مرة أخرى. وفي البداية، حققوا بعض المكاسب، بما في ذلك الاستيلاء على تلة استراتيجية. ولكنهم تراجعوا مرة أخرى أمام نيران المدفعية الثقيلة والضربات الجوية بحلول اليوم التالي. وفي غضون ذلك، أحرزت القوات العسكرية المزيد من التقدم في منطقة بني زيد.
بعد الهجوم الفاشل الثاني الذي شنّه المتمردون على طريق كاستيلو، انتقدت جماعة أحرار الشام المتمردة، التي لم تشارك في الهجوم، قوات المتمردين التي كانت تحاول استعادة مزارع الملّاح، قائلةً أن هجماتها كانت "انتحارًا عسكريًا، لا تؤدي إلا للهزيمة وانهيار الروح المعنوية". تعرّضت أحرار الشام أيضًا لانتقادات من قبل الجماعات المتمردة الأخرى لعدم مشاركتها في القتال.
بحلول مساء يوم 13 يوليو، قام الجيش بتأمين منطقة الخالدية بأكملها ومعظم منطقة الليرمون الصناعية، بعد الاستيلاء على آخر المباني التي كان يسيطر عليها المسلّحون في الخالدية، بإضافة إلى معملين للغاز والزجاج في منطقة الليرمون. بعد ثلاثة أيام، حقق الجيش تقدمًا جديدًا في الليرمون بدعم من الضربات الجوية الروسية، بينما استعاد المتمردون بعض المواقع التي خسروها سابقًا في حي بني زيد.

### الجيش يقطع طريق كاستيلو ويسيطر على الليرمون وبني زيد
في 17 يوليو، وصلت قوّات الجيش السوري وحزب الله إلى طريق كاستيلو، واستولت على أجزاء منه وقطعته بالكامل بعد السيطرة على تلّة كاستيلو. بفضل هذا التقدم، أصبح الجزء الذي يسيطر عليه المتمردون في مدينة حلب محاصراً بالكامل. كما أصبح دوار الليرمون تحت السيطرة الناريّة لمدفعية الجيش. شرعت القوات الحكومية إلى وضع حواجز من أكياس رملية على الطريق. وفي الوقت نفسه، حقّق الجيش المزيد من التقدم في منطقتي بني زيد والليرمون، حيث استولى على معظم المصانع. في وقت لاحق من اليوم، شنّت الجماعات المسلّحة هجومًا مُضادًا أدّى إلى استعادتهم بعض الأراضي في محيط طريق كاستيلو، لكن الطريق بقيَ مقطوعًا. صرّح أحد قادة المتمردين بعدن امتلاكهك أي نفق أو مخزون استراتيجي لإطعام 300000 شخص في المناطق المحاصرة. بحلول 18 يوليو، تمكن الجيش من صد هجوم المتمردين المُضاد على طريق كاستيلو السريع.
في 19 يوليو، بدأت حملة للقوّات الحكومية على مخيم حندرات (عين التلّ)، حيث اندلع القتال حوله، وتمكن الجيش من التقدم في المنطقة. وفي اليوم نفسه، نشرَ مقاتلو حركة نور الدين الزنكي تسجيلًا يُظهر قيامهم بقطع رأس طفل فلسطيني يدعى عبد الله عيسى يتراوح عمره بين 10 و 13 عامًا؛ وزعموا أنه كان يقاتل مع لواء القدس الموالي للحكومة. بينما نفى لواء القدس هذا الادّعاء وقال أن الطفل لاجئ فلسطيني. وقعت عملية القتل في شمال حلب، في مخيم غير رسمي للّاجئين الفلسطينيين يُدعى عين التل. بعد هذا الحادث، أعلنت وزارة الخارجية الأمريكية أنه إذا كان الفيديو حقيقيًا، فستتوقف الولايات المتحدة عن إرسال أي مساعدات عسكرية لحركة نور الدين الزنكي.
في 20 يوليو، تم صدّ هجوم مضاد جديد للمتمردين على طريق كاستيلو. وبعد ثلاثة أيام، وسع الجيش سيطرته في منطقة الليرمون الصناعية من خلال الاستيلاء على مصنع الغزل والنسيج والعديد من المباني القريبة. وفي نفس اليوم، قُتل 38 من المقاتلين الموالين للحكومة إثر انفجار قنبلة في مبنى يستخدمه الجيش السوري. أعلنت "كتائب ثوار الشام" مسؤوليتها عن ذلك.
في 25 يوليو، حققت القوات الحكومية تقدماً كبيراً في الليرمون، حيث كانت على وشك اختراق خط الدفاع الرئيسي لمجموعات "فتح حلب" في المنطقة. خلال النهار، سيطر الجيش على 12 مبنى صناعي ومركزين تجاريين. وقد قُتل خلال الاشتباكات، خطاب أبو أحمد، قائد كتيبة أبو عمارة المتمرّدة. في هذه الأثناء، استقالت قيادة الفرقة 16 المُعارضة بعد أن تكبدت خسائر فادحة خلال القتال في الليرمون؛ واعتبرت "صحيفة المصدر" أن هذه علامة على أن هذه المجموعة المسلّحة تنهار. في وقت لاحق من ذلك المساء، ومع تقدم الجيش السوري في الليرمون، استولت قوات النمر على موقعين بالقرب من طريق كاستيلو، مهدّدةً بمحاصرة وعزل المتمردين الباقين في منطقتي بني زيد والليرمون.
في 26 يوليو، استولت القوات الحكومية على كامل منطقة الليرمون بعد قتال عنيف من أجل السطيرة على محطة الحافلات التي كانت آخر معقل للمتمردين هناك. بعد استيلاء الجيش أيضًا على متنجع كاستيلو السياحي وفرضه السيطرة الناريّة على بؤر المتمردين في حي بني زيد، بقيت قوات المُعارضة المتبقية في مدينة حلب مُحاصرةً بالكامل تقريباً. في الوقت نفسه، بدأت قوات النمر بتطهير آخر المزارع الخاضعة لسيطرة ما تسمّى "فتح حلب" بالقرب من بلدة حريتان في شمال غرب حلب. وقد رافق القتال غارات جوية مكثفة على قوات المعارضة، مما أسفر عن مقتل ياسين نجار، قائد "لواء أبو عمارة" المتمرّد.
في 27 يوليو، هاجمت قوات المتمردين المناطق التي تسيطر عليها وحدات حماية الشعب الكردية في حلب، وقد تم صدّ الهجوم لاحقًا. ثم انتقلت القوات الكردية للتقدم إلى مجمّع الإسكان الشبابي في حي بني زيد الذي يسيطر عليه المتمردون، واستولت عليه بالكامل. في وقت لاحق من ذلك اليوم، أعلن الجيش السوري رسمياً أنه قطع جميع خطوط إمدادات المتمردين إلى حلب.
في 28 يوليو، استولى الجيش السوري على كامل حي بني زيد، وعلى الأجزاء التي كان يسيطر عليها المتمردون في حي الأشرفية. كان مقاتلو المُعارضة قد انسحبوا من بني زيد قبل الهجوم الرئيسي للجيش لتجنب الخسائر الفادحة. ثم واصل الجيش حملته نحو منطقة ضهرة عبد ربه التي تقع قُرب الليرمون. في الليلة التالية، هاجمت قوات الجيش السوري ولواء القدس مقطع الشاهر السّكني في مخيم حندرات، واستولت على عدد من المباني وأوقعت عددًا كبيرًا من القتلى في صفوف مقاتلي حركة الزنكي، بمن فيهم أحد القادة. أعلنَ لواء القدس أن الهجوم كان بمثابة انتقام لعبد الله عيسى، الطفل الذي قَطعت الجماعة المتطرّفة رأسه.
في هذه المرحلة، قدّم الرئيس السوري بشار الأسد عفواً عاماً عن المسلحين الذين سيسلّمون أنفسهم للسلطات الحكومية في الأشهر الثلاثة المقبلة. وفي الوقت نفسه، قال وزير الدفاع الروسي، سيرجي شويغو، أن الرئيس فلاديمير بوتين أمرَ ببدء عمليّة إنسانية واسعة النطاق خارج حلب "لمساعدة المدنيين الذين احتُجزوا كرهائن على أيدي الإرهابيين والمقاتلين الذين أرادوا إلقاء السلاح". كما ذكر شويغو أنه سيتم توفير ثلاثة ممرات إنسانية بالإضافة إلى أماكن للإسعافات الأولية خارج المدينة. منع المتمرّدون السكان من الفرار عبر الممرات الإنسانية، حيث لم يتمكن سوى عدد قليل من السكان من مغادرة المناطق المحاصرة التي تسيطر عليها المعارضة.
في 30 يوليو، استولت وحدات حماية الشعب الكردية على السكن الشبابي في منطقة الشقيف، بجانب طريق كاستيلو السريع. وفي الوقت نفسه، استسلم العديد من مسلّحي الفرقة 16 المُعارضة للجيش العربي السوري بالقرب من منطقتي بني زيد وحلب القديمة.